# Choroba McArdle’a
Choroba McArdle’a, glikogenoza typu V, GSD V – choroba genetyczna, dziedziczona autosomalnie recesywnie. Dotyka ona średnio jedną na 100–167 tys. osób. Choroba spowodowana jest niedoborem enzymu – mięśniowej fosforylazy glikogenowej. Polega na nadmiernym gromadzeniu glikogenu w mięśniach.
Została odkryta w 1951 r. przez Briana McArdle’a z Guy's Hospital w Londynie.
Najczęstszą mutacją występującą w populacji białej (ang. Caucasian population) jest tranzycja cytozyny w tyminę (p.R50X) powodująca przedwczesną terminację translacji. Drugą, pod względem częstości występowania, jest mutacja p.G205S skutkująca wytworzeniem nieaktywneego enzymu.
Mimo obniżonej zdolności do podejmowania aktywności fizycznej przez pacjentów, współczesne metody leczenia obejmują odpowiednio dobrany, regularny i nieforsowny trening. Obiecujące wydają się także wyniki badań wstępnych z użyciem walproinianu sodu, który wykazuje właściwości regulatorowe wobec aktywności fosforylazy glikogenu.

## Objawy
- bóle mięśniowe
- mioglobinuria
- podwyższenie poziomu enzymów mięśniowych we krwi po wysiłku